# 빅 피쉬
《빅 피쉬》(영어: Big Fish)는 2003년에 개봉한 미국의 판타지 드라마 영화이다.

## 줄거리
윌 블룸(빌리 크루덥)은 아버지 에드워드 블룸(앨버트 피니)의 병세가 위독하다는 소식을 듣고 고향으로 돌아온다. 평생 모험을 즐겼던 허풍쟁이 아버지는 "내가 왕년에~"로 시작되는 모험담을 늘어놓는다. 젊은 에드워드 블룸(이완 맥그리거)은 태어나자마자 온 병원을 헤집고 다녔고, 원인불명 '성장병'으로 남보다 빨리 컸으며 만능 스포츠맨에, 발명왕이자 해결사였다. 마을에서 가장 유명인사가 된 에드워드는 더 큰 세상을 만나기 위해 여행을 시작했고, 대책없이 큰 거인, 늑대인간 서커스 단장, 샴 쌍둥이 자매, 괴짜시인 등 특별한 친구들을 사귀면서 영웅적인 모험과 로맨스를 경험했다고 말한다.
하지만 지금의 에드워드는 병상의 초라한 노인일 뿐. 마지막이 될 지 모르는 아버지 곁에서 진짜 아버지의 모습이 궁금해진 윌은 창고 깊숙한 곳에서 아버지의 거짓말 속에 등장하는 증거를 하나 찾아내게 된다.

## KBS 성우진 (2013년 1월 4일)
- 홍시호 - 청년 에드워드 블룸(이완 맥그리거)
- 유강진 - 노인 에드워드 블룸(앨버트 피니)
- 송도영 - 노인 샌드라 블룸(제시카 랭)
- 배정미 - 제니(헬레나 보넘 카터)
- 김태영 - 윌 블룸(빌리 크루덥)
- 은미 - 조세핀 블룸(마리옹 코티야르)
- 유지원 - 젊은 샌드라 블룸(앨리슨 로먼)
- 이봉준 - 베넷 박사(로버트 기욤) / 칼(매슈 맥그로리)
- 서윤석 - 비먼(루던 웨인라이트 3세) / 서커스 단원(딥 로이)
- 홍진욱 - 서커스 단장(대니 드비토) / 시장(찰스 매클로혼)
- 최하나 - 어린 에드워드 블룸(페리 월스턴)
- 정성훈 - 노더 윈슬로우(스티브 부세미) / 돈(데이비드 덴맨)
- 지화정 - 밀드레드(미시 파일)

## 출연
- 에이다 타이 : 핑 역
- 아를렌 타이 : 징 역
- 헤일리 앤 넬슨 : 제니 (8세) 역
- 그레이슨 스톤 : 어린 윌 블룸 역
- R. 키이스 해리스 : 에드 아버지 역
- 칼라 드로에지 : 에드 어머니 역
- 잭 가드너 : 잭키 프라이스 역
- 존 로웰 : 돈 프라이스 (12세) 역
- 다렐 반터풀 : 윌버 프릴리 역
- 마일리 사이러스 : 8살 루시 역
- 빌리 레든 : 밴조맨 역
- 프랭크 호이트 테일러 : 소작인 역
- 돈 영 : 셰퍼드 역
- 조안 팬코우 : 헤비 세트 간호사 역
- 보니 존슨 : 텔러우먼 역
- 대니얼 월래스 : 경제학 교수 역

## 참고 사항
- 원작자인 대니얼 월리스가 교수로 카메오 출연했다.